# Campeonato Baiano 1944
In 1944 werd het 40ste Campeonato Baiano gespeeld voor voetbalclubs uit de Braziliaanse staat Bahia. De competitie werd gespeeld van 11 mei tot 3 september en werd georganiseerd door de FBF. Bahia werd kampioen.

## Eindstand
| Plaats | Club     | Wed. | W | G | V | Saldo | Ptn. |
| ------ | -------- | ---- | - | - | - | ----- | ---- |
| 1.     | Bahia    | 10   | 6 | 3 | 1 | 30:15 | 15   |
| 2.     | Galícia  | 10   | 6 | 2 | 2 | 34:19 | 14   |
| 3.     | Ypiranga | 10   | 5 | 2 | 3 | 24:18 | 12   |
| 4.     | Vitória  | 10   | 3 | 1 | 6 | 15:22 | 7    |
| 5.     | Botafogo | 10   | 2 | 2 | 6 | 17:29 | 6    |
| 6.     | Guarany  | 10   | 3 | 0 | 7 | 15:32 | 6    |

|  | Kampioen |

## Kampioen
| Campeonato Baiano de 1944 |
| ------------------------- |
| BAHIA 7º Titel            |